# Anopheles natalensis
Anopheles natalensis är en tvåvingeart som först beskrevs av Hill och Haydon 1907.  Anopheles natalensis ingår i släktet Anopheles och familjen stickmyggor. Inga underarter finns listade i Catalogue of Life.